# Berthold I. (Breisgau)
Berthold I. († 13. Juli 982), genannt Bezzelin, war vermutlich der erste Graf aus dem Hause der Zähringer und von 962 an bis zu seinem Tod Graf im Breisgau und Vogt von Basel. Er hatte zudem Besitzungen um die Burg Teck und in der Baar um Villingen.
Berthold entstammte vermutlich der Linie des Pfalzgrafen Berchthold II. oder dessen Bruder Erchanger aus dem Haus der Alaholfinger. Gestützt auf Namenshäufungen, insbesondere hinsichtlich des Namens Berthold, und größtenteils identische Grafschaftrechte wird vermutet, dass die Zähringer aus den Alaholfingern hervorgegangen sind und ihre Macht auf ein Geblütsrecht stützten. Bertholds Bruder war wahrscheinlich der Basler Bischof Adalbero (vor 999–1025).
Berthold war Unterstützer Kaiser Ottos II. und zog höchstwahrscheinlich mit diesem in die Schlacht bei Cotrone, bei welcher er am 13. Juli 982 seinen Tod gefunden haben könnte. Eine Ausgrabungsurkunde, nach welcher ein Bezzelin im Jahr 981 zwölf von 70 gepanzerten Reitern anführen sollte, legt nahe, dass es sich bei dem in ihr genannten Bezzelin um Berthold I. von Zähringen gehandelt hat, da eine solche Truppenaushebung in unmittelbarem Zusammenhang zum Italienfeldzug Otto II. steht und vornehmlich der süddeutsche Adel unter den Begleitern Otto II. vertreten war. In diversen Urkunden wird im Zusammenhang mit der Schlacht vom Tod eines Grafen Bezelin gesprochen. Somit liegt die Annahme nicht fern, dass Berthold I. dort seinen Tod fand.
Um 990 erschien erneut ein Berthold als Graf im Breisgau in den Quellen, dessen Rufname diesmal Birchtilo ist. Bei diesem handelte es sich vermutlich um Berthold II., den Sohn Bertholds I.